# محوطه مقدس (پاسارگاد)
محوطه مقدس مربوط به دوره هخامنشی است و در شهرستان پاسارگاد، بخش هخامنش، شمال مجموعه پاسارگاد واقع شده و این اثر در تاریخ ۹ اردیبهشت ۱۳۸۲ با شمارهٔ ثبت ۸۴۹۹ به‌عنوان یکی از آثار ملی ایران به ثبت رسیده است.
جایگاه ستایش توسط قاچاقچیان با دینامیت منفجر و کاملاً منهدم شده است.

## معماری

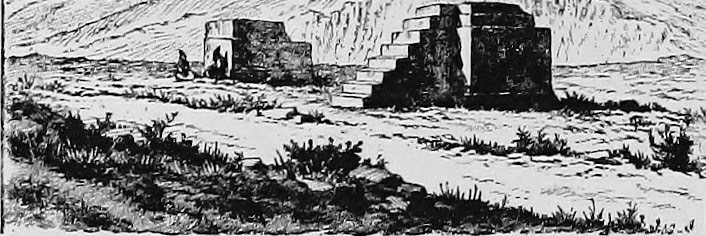
جایگاه ستایش پاسارگاد در سال ۱۹۰۳

در فاصله حدود ۱۲۰۰ متری شمال غرب مجموعه پاسارگاد و پشت تپه ماهوری‌های سنگی مشرف به دشت، محوطه‌ای باستانی وجود دارد که شامل دو سکوی سنگی سفید رنگ و یک تپه مستطیل شکل پله‌ای است که معروف به محوطه مقدس است. در این محوطه با استفاده از سنگ‌های سفید دو سکوی نزدیک به هم ایجاد شده که یکی دارای پله و دیگری بدون پله‌است. قاعده سکوی جنوبی ۴۳/۲ متر و بلندی آن ۱۶/۲ متر است. این سکو دارای ۸ پله با خیز ۲۷ سانتی‌متر یعنی برابر با ارتفاع پله‌های دیگر بناهای پاسارگاد است. قاعده سکوی شمالی ۸۰/۲ متر و بلندی آن۱۰/۲ متر است. مطالعه و بررسی سکوها نشان می‌دهد که آنها در دوره کوروش و به عنوان آتشدان جهت اجرای مراسم آیینی ساخته شده‌اند. درون آتشدان‌ها جهت سبک کردن وزن، خالی شده و روی شالوده‌ای به عمق حدود یک متر قرار داده شده که پیرامون آنها را نواری از سنگ سیاه دربر گرفته‌است. در فاصله ۱۲۰ متری غرب آتشدان‌ها روی صخره‌های طبیعی موجود در محوطه ساختاری خشتی و سنگی ایجاد شده که اکنون به صورت یک تپه درآمده‌است. طول تپه حدود ۸۵/۷۴ متر، عرض آن حدود ۵۰ متر و ارتفاعی نزدیک به ۴۰/۵ متر دارد. این ساختار دارای پنج طبقه بوده که طبقه‌های یکم تا چهارم از سنگ لاشه و طبقه پنجم از خشت ساخته شده‌است. در نمای شمالی ساختار، یک پله جهت دسترسی به طبقات بالاتر با استفاده از سنگ لاشه ایجاد شده که ۲۰/۲ متر ارتفاع و ۵۰/۱ متر عرض دارد. با توجه به بررسی‌ها و مطالعات انجام شده می‌توان نتیجه گرفت که این ساختار در ارتباط با آتشدانهای سنگی و جهت اجرای مراسم قربانی یا تشریفات مذهبی ساخته شده‌است.
این سکو دارای ۸ پله با خیز ۲۷ سانتی‌متر یعنی برابر با ارتفاع پله‌های دیگر بناهای پاسارگاد است. قاعده سکوی شمالی ۸۰/۲ متر و بلندی آن۱۰/۲ متر است. درون آتشدان‌ها جهت سبک کردن وزن، خالی شده و روی شالوده‌ای به عمق حدود یک متر قرار داده شده که پیرامون آن ها را نواری از سنگ سیاه دربر گرفته‌است. در فاصله ۱۲۰ متری غرب آتشدان‌ها روی صخره‌های طبیعی موجود در محوطه ساختاری خشتی و سنگی ایجاد شده که اکنون به صورت یک تپه درآمده است این ساختار دارای پنج طبقه بوده که طبقه‌های یکم تا چهارم از سنگ لاشه و طبقه پنجم از خشت ساخته شده‌است.
قسمت پایینی سکو دارای یک بیرون زدگی است و بخش بالایی از دو پله مطبق سازمان شده، وجود تعدادی سوراخ عمیق جهت بست‌های عمودی در قسمت فوقانی استروناخ را دربرداشته که این بخش از سکو، برای تحمل درپوشی از سنگ سیاهرنگ سه طبقه بوده‌است.
هردوت آداب و رسوم اقوام سکایی، را گفته که همانند پارسیان نه معبد دارند و تندیس ار خدایان برقرار کرد به جز برای یکی از خدایان که (ارس) بود. برای این الهه سکوی برقرار کرد که بر فراز آن پشته‌ای از چوب قرار داده‌است.

## کاوش‌ها
نخستین بررسی‌های مستند از این محوطه، در سال ۱۹۸۳. م توسط هرتسفلد باستان‌شناس انجام شد و پس از آن استروناخ به‌طور گسترده‌تری کاوش کرد.